# Auferstehungskirche (Aldenhoven)
Die Auferstehungskirche ist eine evangelische Kirche in Aldenhoven, Gemeinde im Kreis Düren (Nordrhein-Westfalen). Die Kirchengemeinde gehört zum Kirchenkreis Jülich der Evangelischen Kirche im Rheinland.

## Geschichte
Mit Urkunde Nr. 6184 der Evangelischen Kirche im Rheinland vom 12. Juni 1953 wurden die evangelischen Gemeindemitglieder aus der Evangelischen Kirchengemeinde Jülich ausgepfarrt und zu einer neuen Kirchengemeinde mit namens Evangelische Kirchengemeinde Aldenhoven verbunden. Gleichzeitig wurde die damals bestehende zweite Pfarrstelle der Kirchengemeinde Jülich auf die nunmehr errichtete Evangelische Kirchengemeinde Aldvenhoven übertragen.
Der Kirchenbau basiert auf einem Entwurf des Architekten Gercke aus Stolberg. Die Grundsteinlegung für die Kirche auf dem Grundstück in der Martinusstraße fand am 27. September 1953 statt. Die gemeinsam mit einem Pfarrhaus und einem Kindergarten errichtete Kirche wurde durch den damaligen Präses der Evangelischen Kirche im Rheinland, Heinrich Held, am 10. Oktober 1954 eingeweiht.
Im Jahr 1968 konnte ein zugleich als Kirchenerweiterung dienender Gemeindesaal eröffnet werden.

## Glocken
Die Glocken wurden am 2. November 1962 durch die Glockengießerei der Gebrüder Rincker gegossen und haben die Schlagtöne B, Des und Es. Die mittlere Glocke ist die Gebetsglocke, die u. a. zum Vater unser im Gottesdienst geläutet wird. Der von der Kirche getrennt stehende Glockenturm wurde von dem Architekten Gercke aus Stolberg geplant. Die Glocken erklangen zum ersten Mal am Heiligabend des Jahres 1962.

## Orgel
Die Orgel stammt aus dem Jahr 1961 und wurde von der Orgelbaufirma Willi Peter aus Köln-Mülheim gebaut. Sie verfügt über 12 Register, verteilt auf zwei Manuale und Pedal.
Aktuell hat sie folgende Disposition:
| I Hauptwerk C–g3 |            |       |
| 1.               | Rohrflöte  | 8′    |
| 2.               | Spitzgamba | 8′    |
| 3.               | Prinzipal  | 4′    |
| 5.               | Waldflöte  | 2′    |
| 6.               | Mixtur IV  | 1 ⁄3′ |

| II Brustwerk C–g3 |                |    |
| 7.                | Gedackt        | 8′ |
| 8.                | Nachthorn      | 4′ |
| 9.                | Prinzipal      | 2′ |
| 10.               | Terzzimbel III | 1′ |

| Pedal C–f1 |           |     |
| 11.        | Subbass   | 16′ |
| 12.        | Offenbass | 8′  |

- Koppeln: II/I, I/P, II/P
- Schweller in II